# Paweł Edmund Strzelecki
Paweł Edmund Strzelecki (n. 20 iulie 1797, Głuszyna lîngă Poznań - d. 6 octombrie 1873, Londra) a fost un călător, cercetător, geograf, geolog și explorator polonez.
După căderea Revoltei din Noiembrie în 1831 Strzelecki a părăsit Polonia. În anii 1831-1834 a călătorit în Italia, Franța și Elveția, pleacă în SUA (1834) și vizitează America de Nord și de Sud. Stabilit în Australia în 1839, efectuează cercetări geologice, mineralogice și etnografice. Explorează „Munții Marii Cumpene de Apă” și ramificațiile lor, descoperă aur în regiunele orașului Bathurst. A cercetat Alpii australieni și a cucerit cel mai înalt vîrf, al acestora denumit de el Kosciuszko (1840), după numele eroului național polonez Tadeusz Kościuszko (1746-1817).
În 1845 a publicat în Londra valoroasa lucrare Physical Description of New South Wales and Van Diemen's Land. 
Pentru rezultatele cercetărilor sale, a primit „Gold Founder's Medal” a Societății regale de geografie din Londra (1846) al cărui membru a devenit în 1853.

## Comemorări
- Strzelecki Ranges – Victoria (Australia),
- Mount Strzelecki / Muntele Strzelecki – Teritoriul de Nord,
- Góra Strzeleckiego (Strzelecki Peak) – Insula Flinders,
- Rzeka Strzeleckiego / Rîul Strzelecki – Australia de Sud,
- Pustynia Strzeleckiego / Deșertul Strzelecki – la vest de lacul Eyre.

## Publicații
- Physical description of New South Wales and Van Diemen's Land (London: Longman, Brown, Green and Longmans, 1845. — 462 p.).